# 제인 앤 제이로
제인 앤 제이로 갬블(Jane Anne Jayroe-Gamble, 1946년 10월 30일 ~ )는 미국의 미인대회 우승 출신 방송인, 저술가, 공직자이다.
그녀는 1966년 미스 오클라호마로 선발되었으며, 1967년 미스 아메리카에 등극하였다. 제이로는 오클라호마시티와 댈러스 포트워스 방송 시장에서 16년간 뉴스 앵커로 활동하였다.
오클라호마 주지사 프랭크 키팅에 의해 관광·레크리에이션 장관으로 임명되어 1999년부터 2003년까지 주정부 내각에서 근무하였다. 그녀는 수많은 기사와 서적을 저술했으며, 더 프레스비테리안 헬스 재단의 대변인으로도 활동하였다.